# Bukowina (Sitnica)
Bukowina – część wsi Sitnica w Polsce, położona w województwie małopolskim, w powiecie gorlickim, w gminie Biecz. Wchodzi w skład sołectwa Sitnica.
W latach 1975–1998 Bukowina położona była w województwie krośnieńskim.